# Jared Clark
Jared Clark, né le 21 janvier 1998 à Adélaïde en Australie, est un footballeur international vanuatuan. Il évolue au poste de défenseur central au FK Beograd.

## Biographie

### Carrière en club
Le défenseur est formé dans les clubs australiens de Western Strikers, Adélaïde City et White City. En 2014, il part en Serbie pour signer au FK Vojvodina. Après trois ans dans ce pays, il rentre en Australie pour jouer avec l'équipe réserve d'Adélaïde United. En 2019, il rejoint le club semi-professionnel des Croydon Kings.

### Carrière internationale
Clark est né en Australie, et a une ascendance vanuatuan par sa mère. Il est d'abord appelé dans la sélection préliminaire de l'équipe nationale du Vanuatu pour la Coupe d'Océanie 2020, mais le tournoi est annulé en raison du Covid-19. 
Le 10 mars 2022, il fait ses débuts avec le Vanuatu lors d'un match amical perdu 3-0 contre les Fidji. Toutefois, cette rencontre n'est pas considérée comme officielle par la FIFA.
Le 28 mars 2022, il joue son premier match officiel FIFA avec le Vanuatu, lors d'un nouveau match amical contre les Fidji (défaite 1-2). Lors de cette rencontre, le vanuatuan est titulaire et joue l'intégralité de la partie.